# Lindelöfs lemma
Inom matematiken är Lindelöfs lemma ett enkelt men användbart lemma inom topologi. Lemmat är uppkallat efter den finländske matematikern Ernst Lindelöf. Lemmat säger följande:
Låt reella linjen ha dess standardtopologi. Då är varje öppen delmäng av den en uppräknelig union av intervall.